# Matt Jones
Matt Jones, född 1 november 1981 i Sacramento, Kalifornien, USA, är en amerikansk skådespelare. Jones är troligtvis mest känd för sin roll som Badger Mayhew i den kritikerrosade TV-serien Breaking Bad.

## Filmografi

### Filmer
| År   | Titel                           | Roll                    | Notering       |
| ---- | ------------------------------- | ----------------------- | -------------- |
| 2009 | Funeral Sex                     | Matt                    | Kortfilm       |
| 2009 | Mattress Mike's Mistress        | Matt                    | Kortfilm       |
| 2009 | Halloween Romance               |                         | Kortfilm       |
| 2010 | Long Story Short                | Marshall                | Kortfilm       |
| 2011 | High Road                       | Richie                  |                |
| 2011 | Red State                       | Deputy Pete             |                |
| 2011 | Perfectly Prudence              | Nigel                   | TV-film        |
| 2011 | Worst. Prom. Ever               | Kyle                    | TV-film Onämnd |
| 2012 | Peter at the End                | Jake                    | Kortfilm       |
| 2012 | Dreamworld                      | Ben                     |                |
| 2013 | Loveseat                        | Joe                     | Kortfilm       |
| 2013 | Fireflies                       | Elroy                   |                |
| 2013 | Rolled                          | Sig själv               | Dokumentär     |
| 2014 | Mojave                          |                         |                |
| 2019 | El Camino: A Breaking Bad Movie | Brandon "Badger" Mayhew |                |

### TV-serier
| År        | Titel                              | Roll                                 | Notering                                      |
| --------- | ---------------------------------- | ------------------------------------ | --------------------------------------------- |
| 2002      | Gilmore Girls                      | Morgan                               | Episod: "A Deep Fried Korean Thanksgiving"    |
| 2008      | Greek                              | Footballjätte                        | Episod: "Gays, Ghosts, and Gamma Rays"        |
| 2008–2013 | Breaking Bad                       | Brandon "Badger" Mayhew              | 12 episoder                                   |
| 2009      | Reno 911!                          | Polisfan                             | Episod: "Dangle's Murder Mystery: Part 2"     |
| 2009      | Uncle Nigel                        | Ronnie Wells                         | Pilot                                         |
| 2009      | How I Met Your Mother              | Pizzakille                           | Episod: "The Rough Patch"                     |
| 2009–2010 | Community                          | Kaffeleverans / Vaughn's höga kompis | 3 episoder                                    |
| 2010      | Adventure Time                     | Man i bergen Marauder Electroid      | Röst Episod: "Memories of Boom Boom Mountain" |
| 2010      | NCIS: Los Angeles                  | Cop                                  | Episod: "Deliverance"                         |
| 2010      | How I Met Your Mother              | Arthur                               | Episod: "Zoo or False"                        |
| 2010–2012 | Kick Buttowski: Suburban Daredevil | Gunther Magnuson                     | Röst                                          |
| 2011      | Man Up!                            | Chris "Eggnog" Eggert                | Episod: "Finessing the Bromance"              |
| 2011–2013 | NCIS                               | NCIS Probationary Agent Ned Dorneget | 4 episoder                                    |
| 2012      | Rebounding                         | Eli Kaplan                           | Pilot                                         |
| 2012      | Key & Peele                        | Kille med gräs                       | Episod: "Pilot"                               |
| 2012      | CSI: NY                            | Steve Blanton                        | 2 episoder                                    |
| 2012      | The Cleveland Show                 | Barn i rullstol                      | Röst Episod: "Menace II Secret Society"       |
| 2012      | Dirty Work                         | Hummy                                | 3 episoder                                    |
| 2012–2013 | TRON: Uprising                     | Lenz                                 | Röst 3 episoder                               |
| 2013      | Hawaii Five-0                      | Bullwinkle                           | Episod: "Kapu"                                |
| 2013      | The Office                         | Zeke                                 | 3 episoder                                    |
| 2013      | NTSF:SD:SUV                        | Tavis Cose                           | Episod: "Comic Con-Air"                       |
| 2013      | Beware the Batman                  | Humpty Dumpty                        | Röst Episod: "Broken"                         |
| 2013      | DC Nation Shorts                   | Deadman                              | Röst 3 episoder                               |
| 2013–idag | Mom                                | Baxter                               |                                               |
| 2013–idag | Sanjay and Craig                   | Hector Flanagan                      | Röst                                          |
| 2013      | Broad City                         | Tjock DJ                             | Episod: "Fattest Asses"                       |

### Videospel
| År   | Titel                    | Roll  | Notering |
| ---- | ------------------------ | ----- | -------- |
| 2011 | Rage                     | Gabe  | Röst     |
| 2020 | Final Fantasy VII Remake | Wedge | Röst     |